# ترينت لوي
ترينت لوي (بالإنجليزية: Trent Lowe)‏ ولد بتاريخ 8 أكتوبر 1984 في ملبورن، هو دراج أسترالي سابق.

## روابط خارجية
- ترينت لوي على موقع الاتحاد الدولي للدراجات (الإنجليزية)
- ترينت لوي على موقع أرشيف الدراجات (الإنجليزية)
- ترينت لوي على موقع إحصائيات الدراجات الإحترافية (الإنجليزية)
- ترينت لوي على موقع نسبة الدراجات (الإنجليزية)
- Cycling Australia profile